# نبيل البكيري
نبيل البكيري (مواليد عام 1979م، محافظة تعز) صحفي وباحث وناشط سياسي يمني، ورئيس تحرير مجلة مقاربات الدورية، ويرأس المنتدى العربي للدراسات بصنعاء. له العديد من الكتابات والأبحاث والحضور التلفزوني والصحفي وشارك في الكتابة الصحفية في عدد من المواقع والصحف والمجلات العربية والدولية، كالقدس العربي والمجتمع الكويتية وإسلام أون لاين والجزيرة نت و العربي الجديد، والشرق الأوسط ومجلة المجلة، وغيرها من المواقع المختلفة.
له العديد من الدراسات البحثية وخاصة ما يتعلق الحركات الإسلامية، والإسلام السياسي، وشارك في عدد من المؤتمرات الدولية في هذا الجانب.
ناشط سياسي من نشطاء ثورة ال11 فبراير، وأحد ناشطيها  السياسيين ، من خلال كتاباته الصحفية حضوره الإعلامي والثقافي . له عدة دراسات صدرت في كتب بحثية وله تحت الطبع كتابان.
أسس ورأس تحرير مجلة مقاربات الفكرية الدولية التي صدرت عن المنتدى العربي للدراسات بصنعاء، وصدر منها أربعة عقب ثورة  11 فبراير السلمية وتوقفت المجلة عن الصدور منذ سقوط العاصمة اليمنية صنعاء بيد الحوثيين في 21 أيلول سبتمبر 2014م.